# Antonio Ferreira França Filho
Antonio Ferreira França Filho (Salvador, 28 de abril de 1816 – setembro de 1900) foi um médico brasileiro.
Filho de Antônio Ferreira França e Ana da Costa Barradas, foi eleito membro da Academia Nacional de Medicina em 1846, com o número acadêmico 57, na presidência de Joaquim Cândido Soares de Meireles.